# Мальцева, Надежда Елизаровна
Наде́жда Елиза́ровна Ма́льцева (фамилия по паспорту Пупко; 12 апреля 1945, Москва — 28 июня 2023, там же) — русская поэтесса, переводчица

. Лауреат поэтической премии «Серебряный век» за 2011 год.

## Биография и творчество
Дочь писателя Елизара Мальцева (1917—2004). Получая паспорт, взяла фамилию отчима своего отца.
Писать начала очень рано. Первая публикация — в ежегодном альманахе «День поэзии» (1962), куда её стихотворение отнёс С. Кирсанов. Затем в журнале «Юность» (1964) появилась подборка из пяти её стихотворений (все тексты были поправлены редакцией и цензурой), в том же номере по настоянию Е. Евтушенко на с. 68 были напечатаны 12 строк Л. Губанова (отрывок из поэмы «Полина» — «Холст тридцать семь на тридцать семь», под заголовком «Художник»). Публикации Губанова и Мальцевой вызвали яростную статью А. Маркова «Открытое письмо поэтам-дебютантам», перепечатанное «Крокодилом» и «Литературной газетой». Хотя «Юность» в № 12 за тот же год и опубликовала «Открытое письмо юмористу-дебютанту Алексею Маркову» за подписью «Галка Галкина» (персонаж, выдуманный Борисом Полевым для юмористического отдела «Юности»), на многие годы возможность печатать собственные стихотворения для Мальцевой была закрыта. «Надя, учите языки», — по воспоминаниям самой Мальцевой сказала ей Анна Ахматова. Как и другим поэтам советской эпохи, ей приходилось переводить с подстрочников. Среди переведенных Мальцевой прибалтийских поэтов изданы (в том числе авторскими книгами) Юстинас Марцинкявичюс, Рамуте Скучайте, Юргис Балтрушайтис, Татьяна Ростовайте, Альфонсас Малдонис, Эдуардас Межелайтис и многие другие.
Как поэт-переводчик в 1977 году была принята в Союз писателей СССР. Стихи Мальцевой распространялись в самиздате; в в знаменитом спектакле Театра на Таганке «Десять дней, которые потрясли мир» (премьера состоялась 2 апреля 1965 года) первое и второе действие открывались написанными Мальцевой песнями, — полностью вытеснить поэтессу из литературы (как это произошло с Л. Губановым) властям предержащим не удалось.
Первым браком была замужем за журналистом и литератором Цезарем Михайловичем Голодным (1927—1971), переводчиком чеченской и ингушской литературы, сыном поэта Михаила Голодного. С 1978 по 2002 год была замужем за Е. Витковским. Благодаря ему стихотворения Мальцевой попадали к поэтам-эмигрантам первой и второй волн, с которыми Витковский переписывался, минуя официальные каналы.
Печататься в СССР начала «на излёте перестройки»: в 1990 году появились её подборки в журнале «Дружба народов», в альманахах «День поэзии» и «Преображение» (вышел только один номер этого «феминистического альманаха»); Мальцева в это время была тяжело больна и новость о том, что «больше нет советской власти», встретила в прямом смысле выйдя из комы в отделении челюстно-лицевой хирургии в Москве в августе 1991 года. Этим объясняется разрыв в датах между стихотворениями в её опубликованных книгах: на первой стоит «1974—1985», на второй — «1990—2001» (в промежутке Мальцева стихи писать не могла).
С середины 1990-х годов начинает регулярно печататься как в России, так и за рубежом. Начало было положено антологией Евгения Евтушенко «Строфы века» (М., 1995), где была размещена большая её подборка, позднее её подборки появились в филадельфийском ежегоднике «Встречи» за 1995, 1999, 2000, 2001, 2003 годы; в нью-йоркском «Новом журнале» в 2001—2006 году одна за другой появляется пять её подборок; в журналах и альманахах «Волга», «Побережье», «Новый Берег» в первое десятилетие XXI века она также становится постоянным автором.
С конца 2009 года — член ПЕН-клуба.
Скончалась 28 июня 2023 года на 79-м году жизни. Прах захоронен на Кузьминском кладбище.

## Отзывы о творчестве
Стихи Мальцевой были замечены многими современниками, в частности, Анной Ахматовой.

«Надя Мальцева девочкой писала по-взрослому печальные стихи. К нам её привёл Григорий Поженян. Он зычно восхищался открытием „новой, шестнадцатилетней, Ахматовой“.
Толстушка в очках увлеченно играла с двенадцатилетней сестрой и со всеми переделкинскими собаками и менее всего напоминала Ахматову. Но стихи нам понравились, поразили неожиданной зрелостью. Надя стала бывать у нас. Я рассказала о ней Анне Андреевне, попросила разрешения представить.
— Приводите завтра вечером.
В столовой у Ардовых шёл общий разговор. Надя молчала, нахохлившись, смотрела только на Анну Андреевну, а та говорила мало, иногда замолкая на несколько минут и словно бы не видя никого вокруг. Но внезапно, после такой паузы, спросила Надю:
— Может быть, вы почитаете стихи? Хотите здесь читать или только мне?
— Только вам.
И Анна Андреевна увела её в свою маленькую комнату. Из-за двери доносилась несколько монотонная скороговорка Нади. Она читала долго.
Потом послышался голос Анны Андреевны. Она читала стихи. И тоже лишь для одной слушательницы. И тоже долго. Настолько, что я ушёл, не дождавшись конца, — было уже очень поздно.
Анна Андреевна потом говорила:
— Очень способная девочка. Много от литературы. Много книжных, не своих стихов. Но есть и своё, живое. Она может стать поэтом. Но может и не стать. И тогда это несчастье.
Надя рассказывала:
— Ну я ей читала. Всю тетрадку почти прочла. Прочту стихотворение и спрашиваю: „Еще?“ Она кивает: „Еще“. А говорила мало. Спрашивала, кого люблю? Знаю ли Блока, Пастернака, Мандельштама? Сказала, что надо читать побольше хороших стихов. Нет, не хвалила, но и не ругала. Но говорила о моих стихах так, что мне теперь хочется писать. А потом сама спросила: „Хотите, я вам почитаю?“ Я боялась, что устанет. Она за полночь читала. И ведь мне одной. И сказала, чтоб я ещё приходила. Ну, это из вежливости.
Второй раз Надя не пошла. Говорила, что стесняется, робеет. А много лет спустя призналась — не пошла, потому что боялась попасть под влияние, стать „послушницей“ — до потери собственного голоса».

Академик М. Л. Гаспаров познакомился с рукописями книг «Дым отечества» и «Навязчивый мотив» задолго до их издания в книжной форме. Своё мнение о них он высказал в письме к Н. Мальцевой, опубликованном вместо послесловия в книге «Навязчивый мотив» (с. 159):

….ещё раз прошу у Вас прощения за долгое молчание. Я отвык от поэзии, и мне понадобилось неожиданно много времени, чтобы войти в неё. Я давно имею дело только со старыми, твердыми, уже выкристаллизованными стихами; мне казалось, что я разучился воспринимать новое, потерял профессию читателя. Ваши две книги были для меня как оживание. В первый раз за не знаю сколько лет я опять почувствовал себя в поэзии, как в воздухе и в воде. Все мы знаем это чувство счастья, все знаем, что словами его не обозначить, позвольте и мне его не описывать. Только поверьте, это не комплимент: комплименты нам уже не по возрасту. Свою специальность я не забывал, за каждую рифму, незаметно вкрадывающуюся на цезуру или оттянутую в строфе, говорил Вам отдельное спасибо. Вкус у нас складывается из накопления случайных привычек, я люблю трёхстопные ямбы с дактилическими хвостами и перечитывал их у Вас чаще других стихотворений. К музыке я глух в буквальном смысле этого слова, поэтому все нужные ассоциации заглавий второй книги для меня пропадали, но сами заглавия в оглавлении я читал с упоением…
Низкий, низкий Вам поклон. Пожалуйста, выживайте.
Весь Ваш М. Г.
6.8.02

Доброжелательные отзывы о поэзии Мальцевой оставили Валерий Перелешин, Ольга Анстей, Иван Елагин, Николай Моршен и ряд других выдающихся поэтов-эмигрантов.

Нравится или не нравится — вот все мои критерии. Стихи Надежды Елизаровны, думаю, настоящие. Очень мне понравилась «Купина». Вообще мне близок человек на фоне современности. Я, прочтя стихи, должен почувствовать эпоху, когда они написаны. Время для меня необходимый сигнал талантливости. Если человек пытается писать «вне времени», то он для меня и «вне вечности».— Иван Елагин

## Книги стихов
- Дым отечества: 1974—1985. — М.: Водолей Publishers, 2005. — 120 с.
- Навязчивый мотив: 1990—2001. — М.: Водолей, 2011. — 160 с.
- Крылатый диск: 2002—2022. — М.: Водолей, 2022. — 140 с.
- Сибилла: Стихи разных лет: 1958—2022 / Сост. О. Кольцовой и В. Резвого. — М.: Водолей, 2025. — 608 с.